# Mugihito
Mugihito, pseudonimo di Makoto Terada (寺田 誠?, Terada Makoto; Musashino, 8 agosto 1944), è un doppiatore e attore giapponese.
Meglio conosciuto con lo pseudonimo Mugihito (麦人?), è un seiyū della Media Force. Mugihito, o Mugihito Amachi (天地 麦人?, Amachi Mugihito), gli è stato formalmente attribuito come nome di nascita. È il fratello minore di Michie Terada.

## Ruoli

### Animazione televisiva
- Ai shite Knight (Kumahachi, Fujiki)
- Andromeda galassia perduta (come "Makoto Terada") (Shopkeep)
- Asari-chan (Kanpachi)
- Babil Junior (Yomi)
- Baki the Grappler (Doppo Orochi)
- Basilisk: I segreti mortali dei ninja (Nankobo Tenkai)
- Betterman (Mugito Mamon)
- Binbou Shimai Monogatari (Genzou Hayashi)
- Bomberman Jetters (Souto Bagura)
- Burn the Witch (Wolfgang Slashhaut)
- City Hunter (Presentatore)
- City Hunter The Secret Service (Gonzales)
- Conan il ragazzo del futuro (Numerosi personaggi minori)
- Corrector Yui (Professore Inukai, Grosser)
- Crash B-Daman (Kyouju Toriga)
- Cyborg 009 2001 (Dr. Gilmore)
- D'Artacan e i tre moschettieri (Versione ufficiale giapponese di WanWan Sanjushi) (Cardinal Richelieu)
- Dokaben (Domon)
- Dr. Slump (Bubibinman)
- Dr. Stone (Kaseki)
- Eureka Seven (Braya)
- Fresh Pretty Cure! (Nonno di Love Momozono)
- Honey and Clover (Professore Shouda)
- Hoshin Engi (Kiyou)
- Ijiwaru Baa-san (Edizione 1996) (Jun'ichi)
- InuYasha (Spider Head)
- Le bizzarre avventure di JoJo: Stone Ocean (Kenzo)
- L'irresponsabile capitano Tylor (Vice Ammiraglio Mifune)
- Jujutsu kaisen - Sorcery Fight (Yoshinobu Gakuganji)
- Ken il guerriero: Le origini del mito (Old Kasumi Ramon)
- Keroro (Bob)
- Kyo Kara Maoh! (Maxine)
- Lamù (Padre di Mendou)
- Looney Tunes (Taz)
- Maison Ikkoku (Zio di Mendou)
- Master Keaton (Victor)
- MegaMan NT Warrior (Cardamon)
- Mirmo! (Jidan)
- Mobile Suit Gundam (Rose)
- Mobile Fighter G Gundam (Kiral Mekrial)
- Monkey Turn (Kanichi Koike)
- Negima!? (Narratore)
- Neon Genesis Evangelion (Seele Leader Keel Lorenz)
- Oh, mia dea! (Oshō)
- One Piece (Gold Roger e Tamago)
- Pani Poni Dash! (Comandante Alieno)
- Papuwa (Itou, Kamui)
- Pataliro Saiyuki! (Dio)
- Princess Tutu (Karon)
- Pucca (Tobe)
- Ragnarok The Animation (Baphomet)
- Rune Soldier Louie (Carwess)
- Saiyuki (Jade Emperor)
- Sasuga no Sarutobi (Torazô Demon)
- Sayonara Zetsubō-sensei (Padre di Otonashi Meru)
- Seven of Seven (Rokuzo Suzuki)
- Shin Chan (Shijuurou Ōhara)
- Shōnen Onmyōji (Abe no Seimei)
- Sōkō kihei Votoms (Kanzellman)
- Someday's Dreamers (Kazuo Takahashi)
- Soul Taker (Daigo Tokisaka)
- Space Battleship Yamato III (Dagon)
- Starship Girl Yamamoto Yohko (Zenger)
- Strike Witches (Junzaburo Sugita)
- Teknoman (Kouza Aiba)
- That Time I Got Reincarnated as a Slime The Movie: Scarlet Bond (Veyron)
- The Super Dimension Cavalry Southern Cross (Rolf Emerson)
- Tsukuyomi -Moon Phase- (Ryuuhei Midou)
- Umineko no naku koro ni (Kinzo Ushiromiya)
- Vandread (Grand Pa)
- Yu-Gi-Oh! GX (Kagemaru)

### OVA
- Le bizzarre avventure di JoJo (J. Geil)
- Kyokujitsu no Kantai (Shōin Tomimori)
- Maison Ikkoku (Zio di Mendou)
- Seven of Seven (Rokuzo Suzuki)
- Shin Getter Robo Re:Model (Professor Saotome)
- Urusei Yatsura (Padre di Mendou)
- Vandread (Grand Pa)
- The Day of Sigma (Sigma)

### Animazione teatrale
- Cars - Motori ruggenti (Sarge)
- Mucche alla riscossa (Jeb la Capra)
- Mobile Suit Gundam (Rose)
- Nausicaä della Valle del vento (Sindaco di Pejite)
- Ratatouille (Django)
- Be Forever Yamato (Kazan)
- Urusei Yatsura: Only You (Comandante di Lamù)
- Urusei Yatsura 4: Lum the Forever (Padre di Mendou)

### Videogiochi
- Ace Combat 3: Electrosphere (Gilbert Park)
- Anarchy Reigns (Douglas Williamsburg)
- BioShock (Sander Cohen)
- Bloodborne (Mastro Willem)
- Castlevania: Lords of Shadow (Zobek/Morte)
- Devil Summoner: Soul Hackers (Kinap)
- Dragon Force (Nolun)
- Dragon Force II: Kamisarishi Daichi ni (Dario)
- Dragon Quest Rivals (Rab)
- Dragon Quest XI S: Echi di un'era perduta - Edizione Definitiva (Rab)
- Fate/EXTRA (Dan Blackmore)
- Granblue Fantasy (Keehar)
- Growlanser III: The Dual Darkness (Gerhard Auvers)
- Heart of Darkness (Maestro delle Tenebre)
- Horizon Zero Dawn (ADE)
- Horizon Forbidden West (ADE)
- Indivisible (Latigo)
- Jak and Daxter: The Precursor Legacy (Saggio rosso)
- Jujutsu Kaisen Cursed Clash (Yoshinobu Gakuganji)
- Kane & Lynch: Dead Men (Lynch)
- Kirby: Planet Robobot (Max Avidus Haltmann)
- Kirby Return to Dream Land Deluxe (Maschera Presidente Haltmann)
- Like a Dragon: Pirate Yakuza in Hawaii (Spade Tucker)
- Live A Live (Remake) (Maestro del clan Enma, Uranus)
- Mega Man X4 (Sigma)
- Mega Man X6 (Sigma, Metal Shark Player)
- Mega Man X7 (Sigma, Snipe Anteator)
- Mega Man X8 (Sigma, Vile V)
- Mega Man Maverick Hunter X (Sigma)
- Metal Gear Solid: Peace Walker (Hot Coldman)
- Metal Gear Rising: Revengeance (Doktor)
- Monster Hunter Rise (Hamon)
- Mortal Kombat 3 (Narratore, versione giapponese PS1)
- Ni no kuni: La minaccia della Strega Cinerea (Vecchia Quercia)
- Ni no kuni II: Il destino di un regno (Tartruffo)
- Nioh (Nekomata)
- Onimusha: Warlords HD (Narratore)
- Project X Zone 2 (Sigma)
- Shin Megami Tensei IV: Apocalypse (YHVH)
- Skies of Arcadia (Drachma)
- SkyGunner (Ventre)
- Sonic Lost World (Zik)
- Stellar Blade (Orcal)
- Stranger of Paradise: Final Fantasy Origin (Re di Cornelia)
- Super Robot Wars MX (Kiral Mekrial)
- Super Robot Wars Z2: Destruction Chapter (Professor Saotome)
- Super Robot Wars Z2: Rebirth Chapter (Professor Saotome)
- Super Robot Wars V (Crux Dogatie, Professor Saotome, Hikozaemon Tokugawa)
- Super Robot Wars T (Crux Dogatie, Professor Saotome)
- Tales of Xillia (Rowen J. Ilbert)
- Tales of Xillia 2 (Rowen J. Ilbert)
- Tales of the Rays (Rowen J. Ilbert)
- Valkyrie Profile (Ganossa, Padre di Jake Linas, Marito di Lorenta)
- Valkyrie Profile: Lenneth (Ganossa)
- Visions of Mana (Trent)
- Xenogears (Ricardo "Rico" Banderas, Grahf, Kahn Wong)

### Ruoli doppiaggio
- Aliens (Vescovo (Edizione DVD), Sergente Al Apone (Edizione 1989 TV Asahi))
- CSI: Crime Scene Investigation (Jim Brass)
- Deep Rising - Presenze dal profondo (Edizione TV) (Hanover)
- Die Hard (Edizione TV Asahi) (Agente Speciale Johnson)
- Die Hard 2 (Sergente Al Powell (Edizione DVD), Maggiore Grant (Edizione TV Asahi))
- Dr. Quinn, Medicine Woman (Robert E.)
- Growing Pains (Sid)
- It (film 1990) (Pennywise il clown ballerino)
- Supercar (K.A.R.R.)
- Licence to Kill (Edizione TV) (Franz Sanchez)
- Lost (serie televisiva) (John Locke)
- Mission: Impossible (Jim Phelps)
- Money Talks (Raymond Villard)
- La mummia (film 1999) (Pharoh Seti I)
- La mummia - Il ritorno (Edizione Video/DVD) (Baltus Hafez)
- L'isola misteriosa (film 2005) (Capitano Nemo)
- Naked Gun 33⅓: The Final Insult (Rocco Dillon)
- Karate Kid IV (Edizione TV) (Sergente Keisuke Miyagi)
- Giustizia a tutti i costi (Edizione TV) (Richie Madano)
- The Practice (Denny Crane)
- Predator (Mac Eliot)
- Rambo III (Edizioni TV Asahi e DVD) (Colonnello Zaysen)
- Shoebox Zoo (Michael Scot)
- Spider-Man: The Animated Series (Zio Ben, Kingpin, Teschio Rosso, altri)
- Spider-Man and His Amazing Friends (Zio Ben, Kingpin, Teschio Rosso)
- Star Trek: The Next Generation (Jean-Luc Picard (seconda voce))
- Star Wars: Episodio I - La minaccia fantasma (Watto)
- Star Wars Episode II: Attack of the Clones (Watto)
- Street Fighter (Sagat)
- Thunderbirds (The Hood)
- The Untouchables (Al Capone)
- Visitors (Ham Tyler)
- X-Men (Edizione Toon Disney) (Teschio Rosso)
- X-Men (Edizione TV) (Professor X)
- X2 (Edizione TV) (Professor X)
- Le avventure del giovane Indiana Jones (Remy Baudouin)